# Ітон (Огайо)
Ітон (англ. Eaton) — місто (англ. city) в США, в окрузі Пребл штату Огайо. Населення — 8375 осіб (2020).

## Географія
Ітон розташований за координатами 39°45′0″ пн. ш. 84°38′4″ зх. д. / 39.75000° пн. ш. 84.63444° зх. д. (39.750107, -84.634469).  За даними Бюро перепису населення США в 2010 році місто мало площу 16,06 км², з яких 16,04 км² — суходіл та 0,02 км² — водойми.

## Демографія
Згідно з переписом 2010 року, у місті мешкало 8407 осіб у 3486 домогосподарствах у складі 2181 родини. Густота населення становила 523 особи/км².  Було 3903 помешкання (243/км²).
Расовий склад населення:
| - 96,3 % — білих - 1,0 % — азіатів - 0,6 % — чорних або афроамериканців - 0,2 % — корінних американців |

До двох чи більше рас належало 1,5 %. Частка іспаномовних становила 0,8 % від усіх жителів.
За віковим діапазоном населення розподілялося таким чином: 23,3 % — особи молодші 18 років, 57,6 % — особи у віці 18—64 років, 19,1 % — особи у віці 65 років та старші. Медіана віку мешканця становила 40,4 року. На 100 осіб жіночої статі у місті припадало 89,5 чоловіків;  на 100 жінок у віці від 18 років та старших — 83,3 чоловіків також старших 18 років.
Середній дохід на одне домашнє господарство  становив 48 129 доларів США (медіана — 32 423), а середній дохід на одну сім'ю — 63 633 долари (медіана — 43 223). Медіана доходів становила 41 939 доларів для чоловіків та 31 775 доларів для жінок. За межею бідності перебувало 22,7 % осіб, у тому числі 23,6 % дітей у віці до 18 років та 6,6 % осіб у віці 65 років та старших.
Цивільне працевлаштоване населення становило 3329 осіб. Основні галузі зайнятості: виробництво — 27,0 %, освіта, охорона здоров'я та соціальна допомога — 23,2 %, мистецтво, розваги та відпочинок — 10,8 %, роздрібна торгівля — 10,4 %.